# 颱風丹恩 (1999年)
颱風丹恩（英語：Typhoon Dan，國際編號：9920，中國大陸編號：9914，聯合颱風警報中心：26W，菲律賓大氣地球物理和天文管理局：Pepang）是1999年太平洋颱風季的一個熱帶氣旋，於1999年10月2日在菲律賓東方的海面上生成，於10月5日登陸呂宋島以後繼續向西前進，進入南海后折向北，於10月9日在福建漳州龍海隆教畲族鄉登陸后逐漸減弱，最終於10月11日進入黃海並消散。

## 形成歷程
1999年10月2日12時，熱帶低氣壓丹恩在菲律賓卡坦端内斯省東北偏東方向約500海里（930；580英里）外的海面（約為17°06′N 132°12′E / 17.1°N 132.2°E）生成，并於次日12時升級为熱帶風暴。在10月4日12時，丹恩在呂宋島東方235海里（435；270英里）外的海面上快速增強为颱風，并於10月5日0時在卡加延省土格加勞東北海岸附近達到其峰值強度110節（200每小時；130英里每小時）。丹恩之後向西通过呂宋島的最北端并於当日12時進入南海。
丹恩在南海中由西折向北，於10月6日18時到達其軌跡的最西位置。10月8日0時丹恩到達台灣最南端以西145海里（269；167英里）的海面上並向北朝向台灣海峽移動，當時的最大風力為90節（170每小時；100英里每小時），颱風中心直徑達60海里（110；69英里）。10月9日2時在中國福建漳州龍海市隆教畲族鄉登陸並移入廈門市境内。丹恩在中國大陸繼續向北移動並減弱，於10月10日0時降低為熱帶低氣壓。
10月10日12時，減弱的熱帶低氣壓丹恩繼續向東北偏北方向移動並從上海南側進入黃海，有關丹恩的最後一次警報為10月11日該低壓在濟州島西南方向以14節（26每小時；16英里每小時）的速度向朝鮮半島南部移動。

## 影響

### 菲律賓
在呂宋島西北的本格特省碧瑤市，10月5日的12小時和18小時降雨量分別達到266公厘和366公厘。

### 臺灣
自10月7日0時至10月9日17時，台灣南部多個地區出現局部豪雨，如台東縣459公厘、屏東縣371公厘、台東市346公厘等。

### 中国大陆

#### 福建
丹恩颱風10月9日在漳州漳浦登陸，並快速移入廈門，在登陸期間，廈門市最大平均風速達25.3每秒（83英尺每秒），瞬間最大陣風達47.1每秒（155英尺每秒）。廈門市区多处积水，沿海地区出现半米以上风暴潮。
根據泉州晉江市的統計，當地10月9日的日降雨量達268公厘，大於、等於8級風力持續13小時。

### 香港
當地懸掛最高熱帶氣旋警告信號： 三號強風信號
香港天文台在10月5日20時45分懸掛一號戒備信號，早期天文台一直預計丹尼會很大機會進入南海北部和會嚴重影響香港，所以正當丹尼進一步接近香港水域時，10月7日05時35分就改掛三號強風信號，隨著丹尼轉向北移動，對本港威脅明顯降低，所以於同日16時15分改掛一號戒備信號，直至10月9日09時25分除下所有信號。丹尼並未有香港帶來惡劣天氣，只在10月8日錄得微量雨量，也是最後一個由SSHWS的颱風命名懸掛的颱風

### 葡屬澳門
當地懸掛最高熱帶氣旋警告信號： 一號風球
也是最後一個由SSHWS的颱風命名懸掛的颱風

## 災害及影響

### 菲律賓
強颱帶來的豪雨造成的洪水侵襲了58個小鎮和村莊，在六個省份超過37,000人受到影響。根據不同的統計口徑，經濟損失在180萬美元到335萬美元，死亡人數為7至10人。

### 臺灣
据澎湖縣官方統計，澎湖縣全縣1人死亡、1人受傷、2艘漁船損毀、約600株行道樹傾倒，幾千戶電力中斷，農漁業的損失合計達新台幣2,200萬餘元。
颱風帶來的豪大雨和土石流也對剛剛在921集集大地震中受到重創的南投縣的災后重建工作帶來的負面效應。
中央氣象局對颱風丹恩共發佈颱風警報43次，打破了由1986年颱風韋恩創下的42次的紀錄，這一紀錄之後於2001年被颱風納莉打破。

### 中国大陆

#### 福建
丹恩是自1959年8月23日颱風艾瑞斯（英語：Iris，中國大陸編號：5903号）重創廈門以來襲廈的最強颱風，也打破了鼓浪嶼島上建造了鄭成功塑像以後颱風不再侵襲廈門的當地傳説。颱風使得進廈門島的三條電源綫路全部跳閘，造成10月9日中午起全島大停電，進而帶來自來水和燃氣中斷。機場航班取消、輪渡停航、鐵路停運、公交停駛、廈門大橋也被迫關閉。供水、供電和交通一直到次日才逐漸恢復。大風還造成了廈門大學芙蓉第五學生宿舍的屋頂被掀，一棟教工宿舍樓發生傾斜、百年榕樹被連根拔起。
根據官方統計，颱風丹恩在福建共造成72人死亡或失蹤，經濟損失約為人民幣40億元。

## 熱帶氣旋警告使用記錄

### 臺灣
| 中央氣象局 颱風警報 | 中央氣象局 颱風警報 | 中央氣象局 颱風警報 |
| ------------------- | ------------------- | ------------------- |
| 上一熱帶氣旋        | 海上颱風警報        | 下一熱帶氣旋        |
| 輕度颱風山姆        | 海上颱風警報        | 颱風啟德            |
| 輕度颱風山姆        | 陸上颱風警報        | 中度颱風啟德        |

### 香港
| 香港天文台 熱帶氣旋警告信號 | 香港天文台 熱帶氣旋警告信號 | 香港天文台 熱帶氣旋警告信號 |
| --------------------------- | --------------------------- | --------------------------- |
| 上一熱帶氣旋                | 一號戒備信號                | 下一熱帶氣旋                |
| 強烈熱帶風暴錦雯            | 一號戒備信號                | 颱風啟德                    |
| 強烈熱帶風暴錦雯            | 三號強風信號                | 熱帶低氣壓618               |

### 葡屬澳門
| 地球物理暨氣象台 熱帶氣旋信號 | 地球物理暨氣象台 熱帶氣旋信號 | 地球物理暨氣象台 熱帶氣旋信號 |
| ----------------------------- | ----------------------------- | ----------------------------- |
| 上一熱帶氣旋                  | 一號風球                      | 下一熱帶氣旋                  |
| 強烈熱帶風暴錦雯              | 一號風球                      | 颱風啟德                      |